# Aleksander Krzeczunowicz
Aleksander Krzeczunowicz herbu własnego (ur. 15 marca 1863, zm. 3 marca 1922 we Lwowie) – polski polityk, ziemianin i szlachcic, działacz społeczny. Syn Kornela (1815–1881) i wnuk Waleriana, ojciec Kornela (1894–1988) i dziadek Andrzeja (1930–2020).
Aleksander Krzeczunowicz pochodził ze starej ormiańskiej rodziny od wieków osiadłej w Polsce i związanej ze Lwowem, której udokumentowane dzieje sięgały czasów założenia Stanisławowa w 1662. Jego dziadek (Walerian) był protoplastą nowej linii brzeżańsko-lwowskiej rodu Krzeczunowiczów (wcześniej istniała linia korszowska).
Ukończył studia na Wydziale Prawa Uniwersytetu Lwowskiego. Był właścicielem kilku majątków ziemskich w Galicji Wschodniej, które odziedziczył po swoich przodkach, m.in.: miejscowości  Bołszowce, Bouszów, Herbutów, Kunaszów i Słobódka. Był także autorem licznych publikacji politycznych i ekonomicznych.
W 1888 r. został członkiem Galicyjskiego Towarzystwa Gospodarczego, a rok później członkiem Galicyjskiego Towarzystwa Kredytowego Ziemskiego.
Reprezentował poglądy konserwatywne skupiając się wśród najżarliwszych Podolaków, był posłem na Sejm Galicyjski i marszałkiem powiatu rohatyńskiego. Walczył zarówno z biurokracją austriacką celowo hamującą rozwój ziem polskich, będących pod zaborem austriackim, jak i (podobnie jak ojciec) z separatyzmem ukraińskim. Był twórcą Towarzystwa Ochrony Podatników, utworzonego w celu obrony przed nadmiernym fiskalizmem rządowym. Przeciwstawiał się także konsekwentnie niemieckiej polityce germanizacyjnej, nie krył wówczas swych prorosyjskich sympatii, za co został internowany podczas I wojny światowej we Lwowie i oskarżony o "zdradę stanu". W 1918 r., napisał ostatnią pracę pt. „Przyszłość Słowian i kwestia ruska w Galicji i na Podolu”. Zaprezentował w niej kilka ciekawych kwestii odnośnie do przyszłości niepodległej Polski, m.in. stał na pozycji zwolennika utworzenia u ujścia Dniestru do Morza Czarnego wolnego miasta handlowego, w którymby Polska, Rosja i Rumunia miały własne doki i własne porty, w którychby mogły utrzymywać własne floty handlowe. Kanałem od Sanu do Dniestru miałaby Polska dostęp do dwu mórz. Po zakończeniu działań wojennych poświęcił się głównie odbudowie swoich majątków, które ucierpiały w wyniku działań wojennych.
Aleksander Krzeczunowicz zmarł 3 marca 1922 roku we Lwowie. Został pochowany dwa dni później na Cmentarzu Łyczakowskim we Lwowie w rodzinnej kaplicy Krzeczunowiczów.